# Mary-Kate Olsen
Mary-Kate Olsen (Sherman Oaks, 13 de junho de 1986) é uma designer de moda, produtora, modelo e ex-atriz norte-americana. Sua carreira como atriz iniciou-se aos 9 meses de vida no seriado Full House (1987–1995), ao lado sua irmã gêmea Ashley Olsen. Deste então, atuou junto de Ashley em diversas produções até o ano de 2004, quando Ashley decidiu se aposentar como atriz e se dedicar à indústria da moda. 
A partir de 2006, Mary-Kate continuou atuando em filmes e séries, e encerrou sua carreira com atriz em 2012. Atualmente as irmãs se dedicam exclusivamente a indústria da moda.

## Biografia

### Carreira Com Ashley
Mary Kate Olsen começou sua carreira em 1987, com nove meses de vida quando ela e sua irmã gêmea Ashley foram escolhidas para o papel de Michelle Tanner no seriado Full House (1987–1995). Para cumprir com as leis trabalhistas rígidas quanto atores mirins, elas alternaram no papel durante as gravações do programa. Em 1992, estrelaram seu primeiro filme para a tv, To Grandmother's House We Go.
Em 1995, as irmãs estrearam nos cinemas com a comédia It Takes Two. Após o término de Full House, as irmãs lançaram uma sequencia de filmes com lançamento direto em vídeo, e tornaram-se duas das figuras mais populares de Hollywood. 
Elas ainda estrelaram a sitcom Dose Dupla (Two of a Kind), a série animada As Aventuras De Mary Kate & Ashley, e a série adolescente So Little Time (2001–2002), pelo qual Mary-Kate recebeu uma indicação de "Melhor performance em uma série de infanto-juvenil" no Emmy Awards de 2002. Em 2003, elas fizeram uma participação no filme Charlie's Angels: Full Throttle.
Em 2004, as irmãs estrelaram seu último filme, No Pique De Nova York. No mesmo ano, elas receberam uma estrela na Calçada da Fama em 29 de Abril. Elas também ficaram em terceiro lugar no programa do canal VH1 100 Greatest Child Stars.

### Carreira Independentemente
Posteriormente, Mary-Kate teve sua primeira aparição solo na atuação do filme Factory Girl, lançado em dezembro de 2006. A cena curta acabou cortado do lançamento nos cinemas, e fez parte do DVD. Além disso, ela teve um papel recorrente na série Weeds como Tara Lindman. Ela apareceu em 2008, no filme The Wackness como Union, e fez uma aparição de um episódio na série de comédia Samantha Who?. Em 2011, ela apareceu no filme Beastly, sendo seu último projeto na atuação.

## Carreira como Empresária

### Dualstar
Em 1993, após o sucesso de Mary-Kate e Ashley em Full House, uma empresa intitulada Dualstar Entertainment Group, foi criada para licenciar produtos relacionados as gêmeas, como, roupas, livros, fragrâncias, revistas, músicas e bonecas, que foram fabricadas pela Mattel de 2000 a 2005.
A empresa também servia como uma produtora de audiovisual, e produziu uma sequência de filmes estrelados pelas irmãs, que eram lançados em home vídeo, em parceria com a Warner Bros. Alguns dos títulos se tornaram bastante populares devido a diversas reprises em redes de televisão no mundo todo, como, Billboard Dad (1998), Passport to Paris (1999), Switching Goals (1999), Our Lips Are Sealed (2000), Winning London (2001), Holiday in the Sun (2001), Getting There (2002), When in Rome (2002), The Challenge (2003).
Aos 18 anos, Mary-Kate e Ashley assumiram o controle da Dualstar, tornando-se CEOs e presidentes conjuntas da empresa, que na época tinha seus produtos vendidos em mais de 3.000 lojas nos Estados Unidos, e 5.300 lojas no mundo todo. Em 2015, a Nickelodeon adquiriu os direitos de todos os filmes lançados pelas gêmeas através da Dualstar.

### Designerde moda
Na sequência de um elevado volume de interesse público nas escolhas das irmãs da moda, ambas trabalharam em colaboração em uma sequência de linhas de moda à disposição do público.
Começando como jovens, elas têm uma linha de roupas em lojas do Wal-Mart em toda a América para meninas de idades de 4 à 14 anos, bem como uma linha de beleza chamada "Mary-Kate and Ashley: Real fashion for real girls" (Mary Kate e Ashley: Real moda para meninas de verdade). Em 2004, elas fizeram a notícia através da assinatura de um compromisso de permitir que todos os trabalhadores que costurar sua linha de roupas em Bangladesh pleno licença maternidade. O Comitê Nacional Do Trabalho, que organizou a promessa depois elogiou as gêmeas de seu compromisso com os direitos do trabalhador. O diretor da organização, Charles Kernaghan, é citado como tendo dito: "As gêmeas Olsen ter feito a coisa certa. Agora cabe a Wal-Mart querer apoiar Mary Kate e Ashley pelo compromisso para com os direitos das mulheres, ou tragicamente para fechá-los".
Em 2006, as irmãs apareceram juntas em uma campanha publicitária para uma luxuosa linha Fashion Badgley Mischka, Mary Kate e sua irmã lançaram a linha, uma linha de alta moda inspirada na final Savile Row em Londres. A roupa é vendida em lojas mais sofisticadas, como a Barneys, Maxfield, Harvey Nichols, de Brown, e outros ao redor do mundo.
Mary Kate e Ashley continuaram sua expansão na indústria da moda com o lançamento do Fall '07 Elizabeth e James, sua coleção contemporânea inspirada por muitos de seus achados originais vintage e peças em seus armários pessoais. Em 2008, elas lançaram um livro intitulado "Influence" (Influência), que continha entrevistas com muitas pessoas criativas e influentes, incluindo Karl Lagerfeld, Terry Richardson, e outros. O livro incluiu duas capas diferentes, uma com Mary-Kate e outro com Ashley.
Seu último projeto é uma linha em colaboração com estilistas famosos, Jane Magnitude e Fred Holston, que já trabalhou com estilistas como Marc Jacobs, Balenciaga e Christian Louboutin no passado. Os detalhes exatos ainda não foram anunciados, mas o zumbido muito tem sido em torno do trio acima da vinda de linha.

## Vida Pessoal
Em meados de 2004, Mary-Kate anunciou que tinha entrado para o tratamento de uma anorexia nervosa. 
Mary-Kate namorou David Katzenberg (filho de Jeffrey Katzenberg, co-fundador da DreamWorks),  com o fotógrafo Maxwell Snow,  o artista Nate Lowman, e com o herdeiro grego Stavros Niarchos III. Ela também foi amiga íntima do ator Heath Ledger até ao momento da sua morte, em 22 de janeiro de 2008. Depois de encontrar Ledger morto em sua cama, seu massagista ligou para Olsen duas vezes antes de contatar a polícia. Olsen enviou seu segurança particular ao local. Respondendo a uma afirmação de um oficial da lei, sobre ela ter se negado a falar com os investigadores federais a respeito da morte de Ledger, o advogado de Olsen, Michael C. Miller, declarou: "Nós já fornecemos ao Governo informações relevantes, incluindo fatos acerca da cronologia dos acontecimentos que rodearam a morte de Ledger e o fato de a Sra. Olsen não conhecer a origem das drogas que teriam sido consumidas pelo Sr. Ledger".
Em maio de 2012, Mary-Kate começou um relacionamento com Olivier Sarközy de Nagy-Bocsa, um banqueiro francês radicado nos Estados Unidos, e meio-irmão do ex-presidente francês Nicolas Sarkozy. A diferença de idade de 17 anos entre os dois, chamou atenção da mídia. Mary Kate e Sarkozy se casaram em 27 de novembro de 2015, em Nova York. Em 17 de abril de 2020, Olsen pediu o divórcio de Sarkozy. Em 13 de maio, ela entrou com uma ordem de emergência para prosseguir com o divórcio, já que os processos na justiça foram interrompidos devido a pandemia de COVID-19; a ordem de emergência foi negada um dia depois. Em 25 de janeiro de 2021, o divórcio foi finalizado.

### Fortuna
Em 2007, a revista Forbes colocou as gêmeas na décima primeira posição da lista de mulheres mais ricas do entretenimento, com um patrimônio líquido combinado estimado em 100 milhões de dólares.

## Filmografia (solo)
| Ano  | Titulo                         | Personagem      | Notas        |
| ---- | ------------------------------ | --------------- | ------------ |
| 2006 | Factory Girl                   | Molly Spence    |              |
| 2008 | The Wackness                   | Union           |              |
| 2011 | Beastly                        | Kendra Hilferty |              |
| 2013 | Scatter My Ashes at Bergdorf's | Ela mesma       | Documentario |

| Ano  | Titulo        | Personagem   | Notas                     |
| ---- | ------------- | ------------ | ------------------------- |
| 2007 | Weeds         | Tara Lindman | Recurring role (Season 3) |
| 2008 | Samantha Who? | Natalie      | Episódio: "Help!"         |

Filmografia com a Ashley